# Jakob von Liebenstein

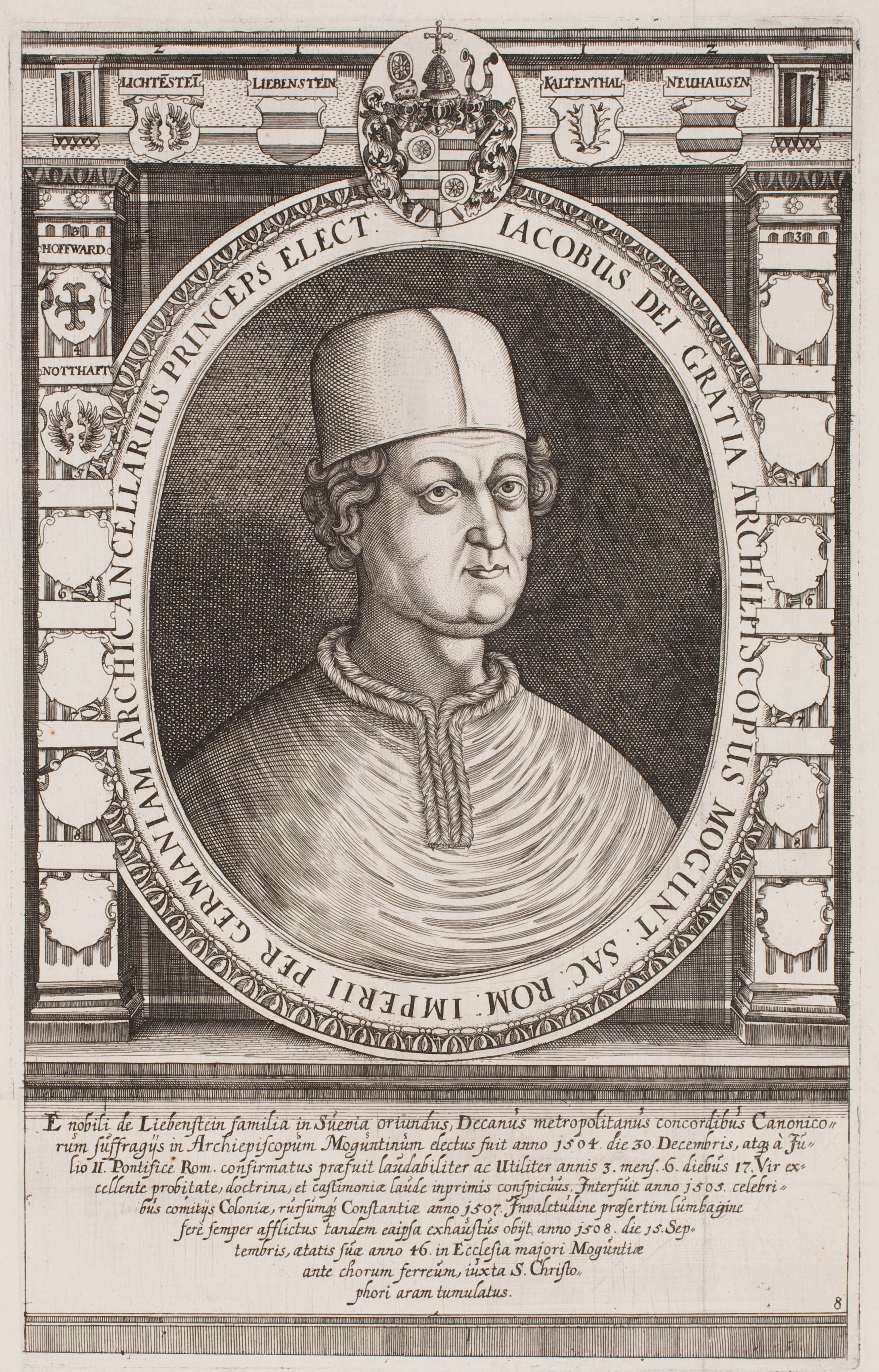
Jakob von Liebenstein (Druckgrafik aus dem 17. Jahrhundert)

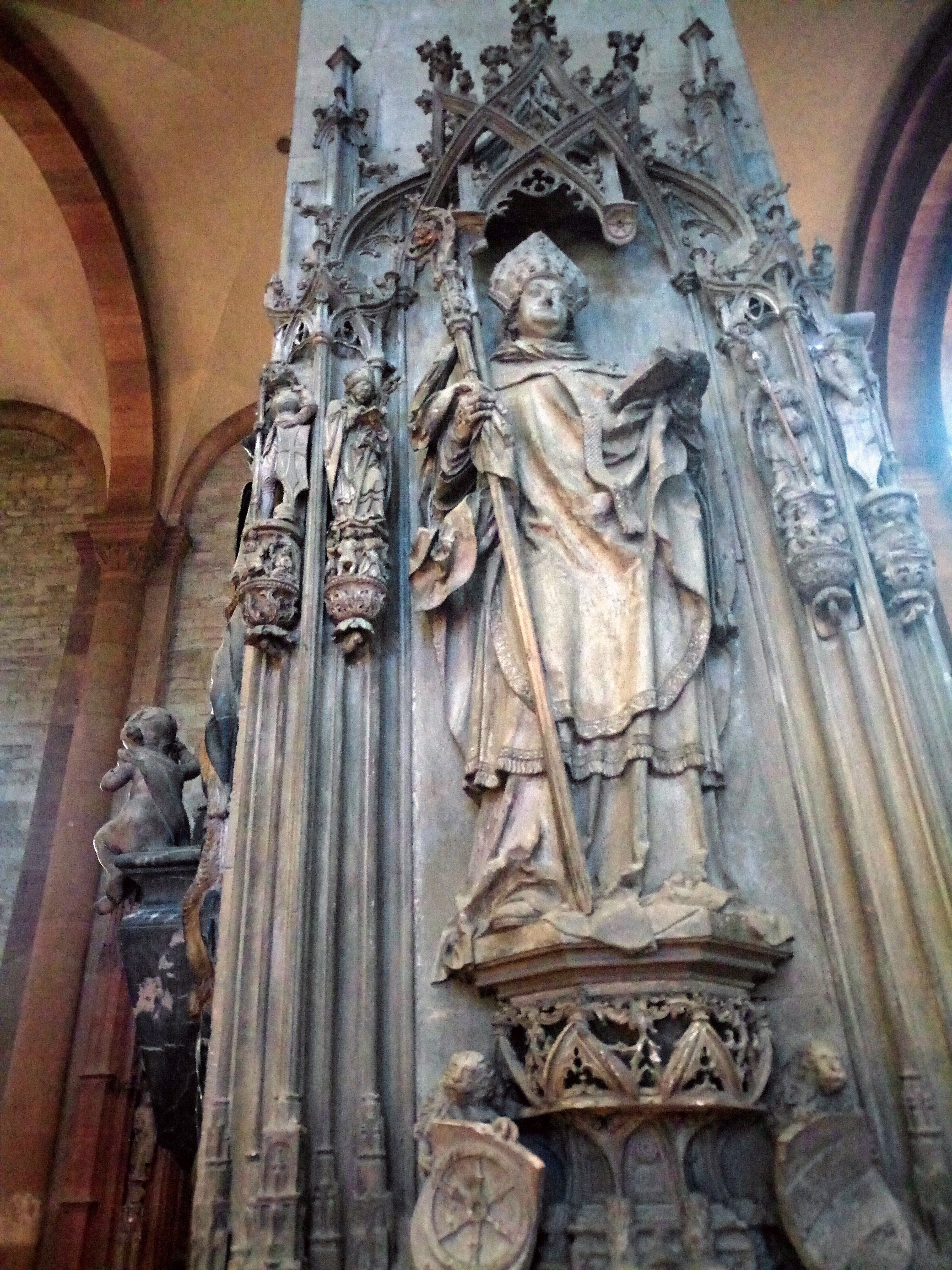
Grabdenkmal, Mainzer Dom

Jakob von Liebenstein (* 1462; † 15. September 1508 in Mainz) war von 1504 bis zu seinem Tode Kurfürst und Erzbischof von Mainz.

## Leben und Wirken
Jakob von Liebenstein entstammte dem Geschlecht der Herren von Liebenstein und war der Sohn Peters II. von Liebenstein und Agnes geb. von Kaltental.
1470 kam er als Domherr ans Hochstift Mainz und studierte seit 1474 an der Universität Basel. Hier war er 1480 Rektor, 1482 erwarb er das Lizenziat der Rechte, 1497 wurde er Mainzer Domdekan.
Nach dem Tode von Erzbischof Berthold von Henneberg 1504 wurde er zwar einstimmig, aber gegen seinen Willen zum Kurfürst und Erzbischof von Mainz gewählt. In seine Regierungszeit fallen einige kleinere Gebietserweiterungen des Erzbistums Mainz. Wie seine Vorgänger engagiert er sich für die Reichsreform und hier insbesondere für die finanzielle Absicherung des Reichskammergerichts und die Matrikel für die Reichssteuer. Für sein Erzstift verfügte er am 3. Juni 1507 eine allgemeine Ausweisung der Juden, die bereits 1470 aus der Stadt Mainz (Magenza) vertrieben worden waren. In den Chroniken wird der Bischof als sittenrein, selbstlos, sehr gebildet und kränklich beschrieben. Er war nachdrücklich um die Reform der Klöster bemüht und wurde 1506 in die Bursfelder Kongregation aufgenommen.
Jakob von Liebenstein starb am 15. September 1508 in Mainz und wurde im Dom beigesetzt. Sein Grabdenkmal wurde von Hans Backoffen gestaltet.